# Ploiaria insolida
Ploiaria insolida är en insektsart som först beskrevs av White 1877.  Ploiaria insolida ingår i släktet Ploiaria och familjen rovskinnbaggar. Inga underarter finns listade i Catalogue of Life.